# Fontanellato
Fontanellato är en ort och kommun i provinsen Parma i regionen Emilia-Romagna i Italien. Kommunen hade 7 061 invånare (2018).